# Notiocharis wilsoni
Notiocharis wilsoni és una espècie d'insecte dípter pertanyent a la família dels psicòdids que es troba a Austràlia: és un endemisme d'Austràlia Meridional.